# Dâmbovicioara (okręg Ardżesz)
Dâmbovicioara – wieś w Rumunii, w okręgu Ardżesz, w gminie Dâmbovicioara. W 2011 roku liczyła 298 mieszkańców.